# Campelles
Campelles település Spanyolországban, Girona tartományban. Campelles Planoles, Ribes de Freser, Campdevànol és Gombrèn községekkel határos. Lakosainak száma 165 fő (2024).

## Népesség
A település népessége az elmúlt években az alábbi módon változott:
| Lakosok száma | 167  | 399  | 472  | 407  | 156  | 122  | 125  | 132  | 139  | 165  |
|               | 1717 | 1887 | 1936 | 1960 | 1986 | 2004 | 2009 | 2014 | 2019 | 2024 |